# Оне (Приморская Шаранта)
Оне́ (фр. Aulnay) — коммуна во Франции, находится в регионе Пуату — Шаранта. Департамент коммуны — Приморская Шаранта. Входит в состав кантона Оне. Округ коммуны — Сен-Жан-д’Анжели.
Код INSEE коммуны — 17024.

## Население
Население коммуны на 2010 год составляло 1464 человека.
| 1962 | 1968 | 1975 | 1982 | 1990 | 1999 | 2010 |
| ---- | ---- | ---- | ---- | ---- | ---- | ---- |
| 1580 | 1481 | 1509 | 1503 | 1462 | 1504 | 1464 |

## Экономика
В 2010 году среди 854 человек трудоспособного возраста (15—64 лет) 572 были экономически активными, 282 — неактивными (показатель активности — 67,0 %, в 1999 году было 68,6 %). Из 572 активных жителей работало 518 человек (271 мужчина и 247 женщин), безработных было 54 (21 мужчина и 33 женщины). Среди 282 неактивных 62 человека были учениками или студентами, 125 — пенсионеры, 95 были неактивными по другим причинам.